# كنيسة الجلد

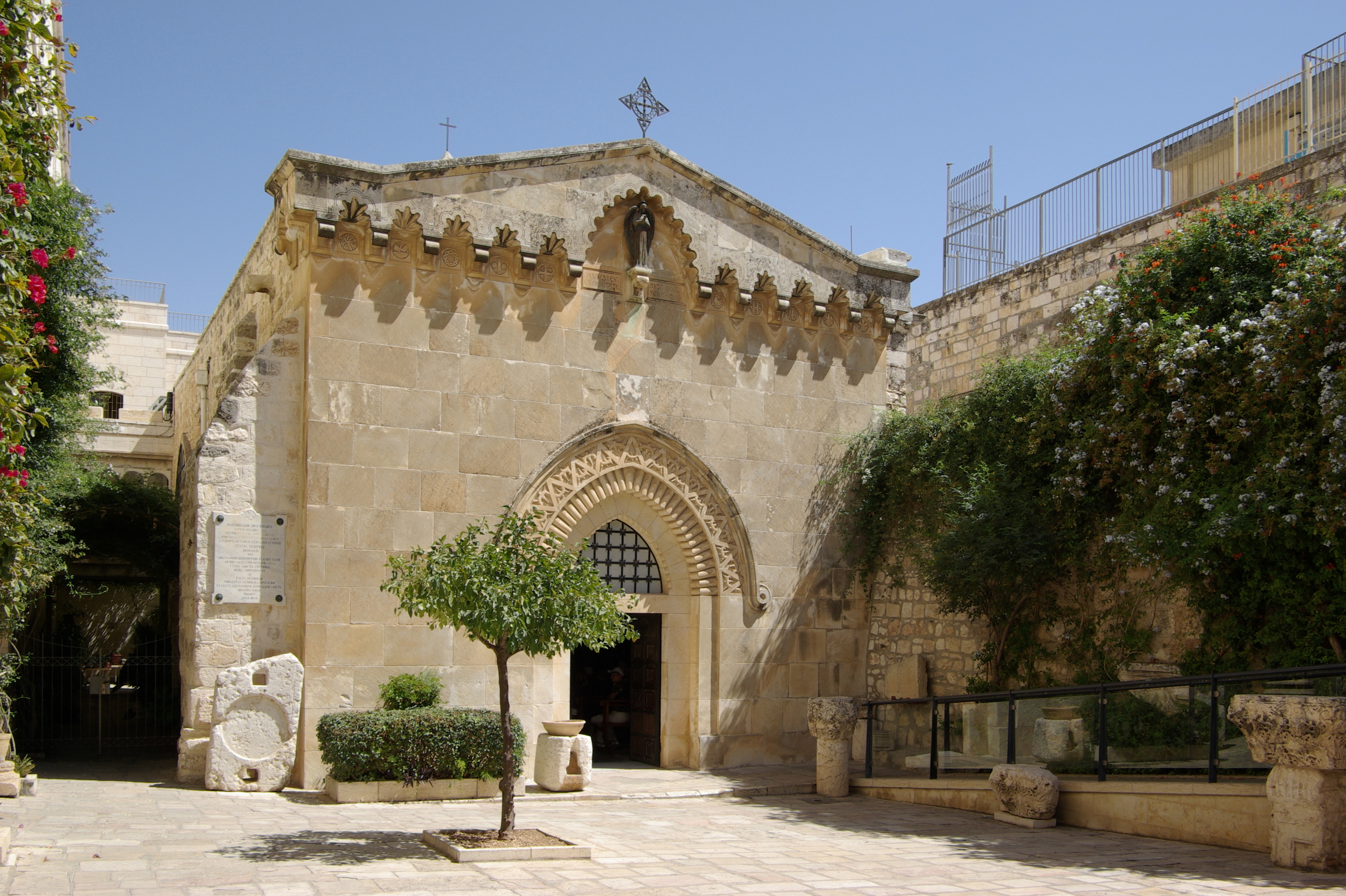
كنيسة الجلد في القدس.

كنيسة حبس المسيح أو كنيسة الجلد كنيسة تقع ضمن دير حبس المسيح للفرنسيسكان داخل أسوار البلدة القديمة لمدينة القدس. شيدت في موضع دار قيافا كبير الكهنة حيث يُعتقد حسب المعتقد المسيحي أن المسيح قد اقتيد لسؤاله أولاً قبل تقديمه للمجمع اليهودي للمحاكمة. وقد شيدت هذه الكنيسة على أطلال أخرى قديمة كانت تعرف باسم «القديس بطرس» حيث تم بناء هيكل صغير، وبعد اجتياز فناءه باتجاه الشمال يوجد هيكلا باسم حبس المسيح عند قصر بيلاطس البنطي ولكن بدون قبة.

## التقاليد

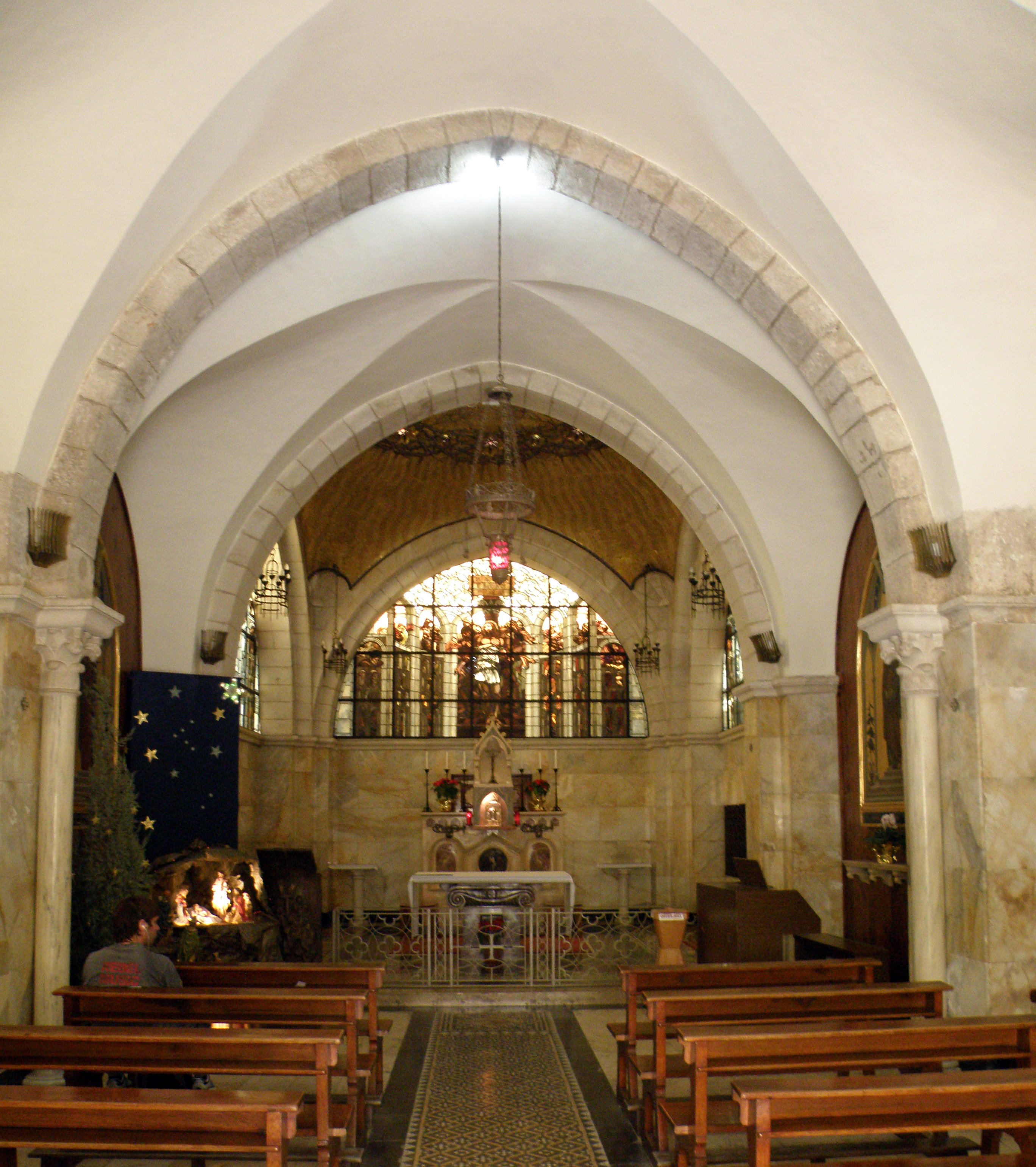
الكنيسة من الداخل

وفقًا للتقاليد، الكنيسة مكرسة للمكان الذي جلد فيه الجنود الرومان يسوع المسيح قبل مسيرته عبر طريق الآلام إلى الجلجثة. يقوم هذا التقليد على أن البلاط الروماني بالمدينة كان يقع مكان كنيسة الإدانة المجاورة ودير راهبات صهيون.

## التاريخ
بُنيت الكنيسة الأولى على يد الصليبيين. سلم المجمع بأكمله للرهبان الفرنسيسكان بأمر من إبراهيم باشا في عام 1838، الذي كان قد ضم أجزاء من أراضي السورية العثمانية إلى ولاية مصر بين عامي 1831 و1841. مول الدوق ماكسيميليان جوزيف البافاري إعادة بناء الكنيسة في عام 1839 فوق أنقاضها القديمة.
أعاد الإيطالي أنطونيو بارلوزي بناء الكنيسة بين عامي 1928 و1929 على طراز القرن الثاني عشر وهو المبنى الحالية. تملك حراسة الأراضي المقدسة التابعة للفرنسيسكان الكنيسة.
قام سائح يهودي أمريكي بتخريب تمثال يسوع الموجود داخل الكنيسة باستخدام مطرقة في فبراير 2023.

## الوصف
يتكون الجزء الداخلي من الكنيسة من ممر واحد. يصور زجاج الملونة في الكنيسة مراحل محاكمة ليسوع على يد بيلاطس، تصور النافذة الشمالية بيلاطس البنطي وهو يغسل يديه (Matthew 27:24) والنافذة المركزية خلف المذبح تصور الجلد (Mark 15:15 وJohn 19:1) والنافذة الجنوبية انتصار باراباس (Matthew 27:26 وMark 15:15 وLuke 23:24–25). صممت القبة بعناصرها الفسيفسائية والشفافة كتاج من الأشواك.

## المعرض

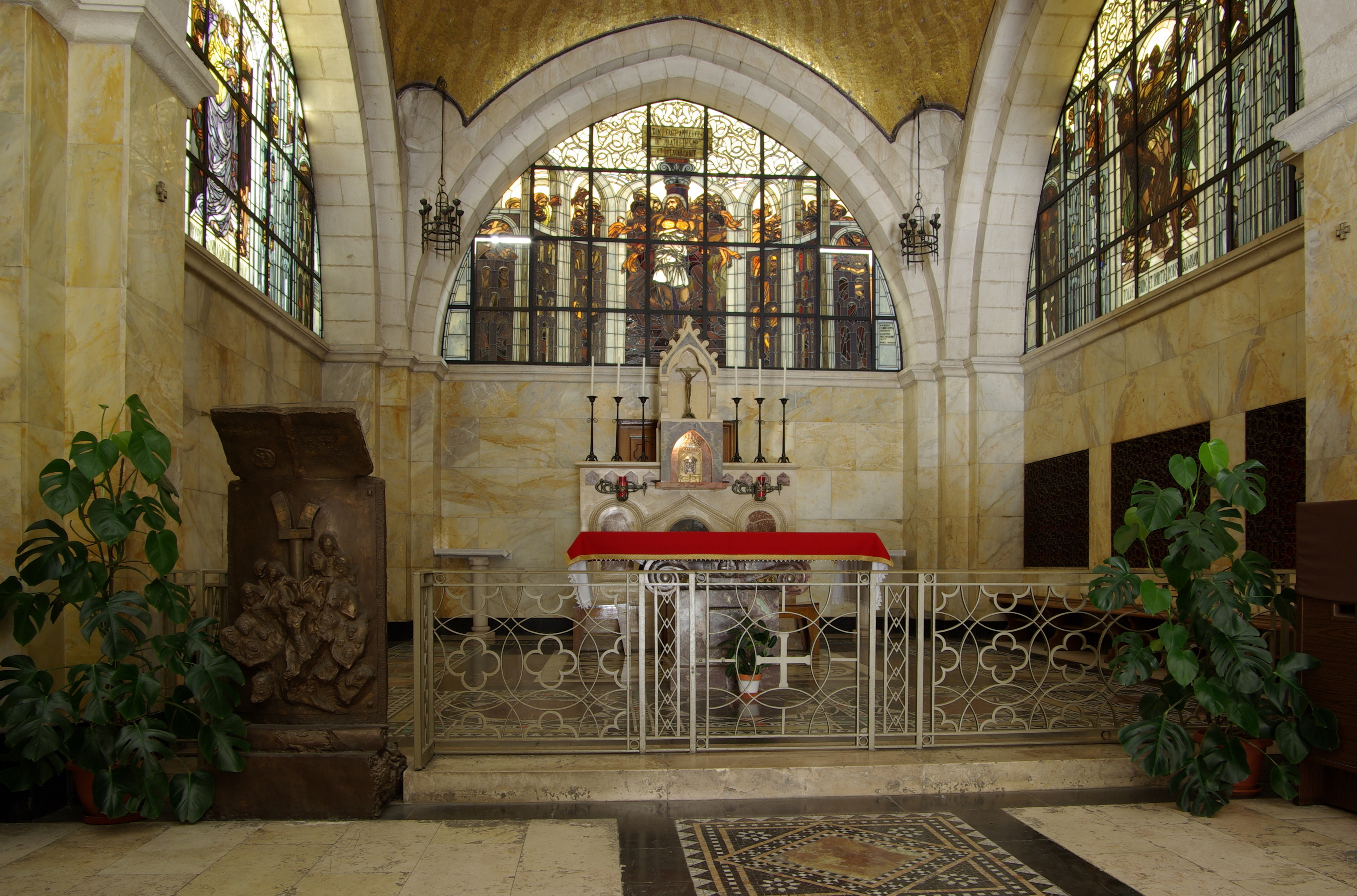
مذبح الكنيسة.
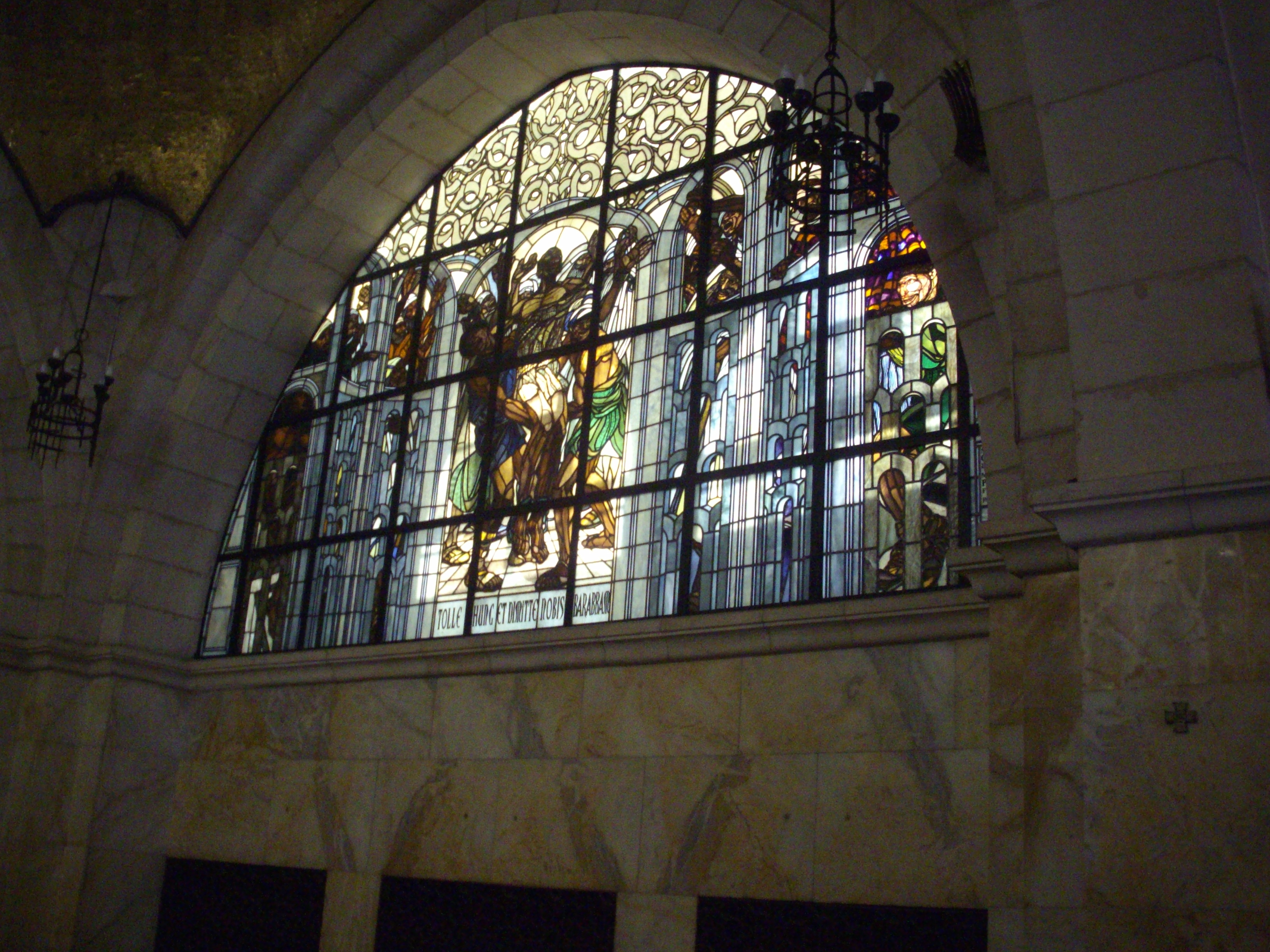
نافذة زجاجية ملونة تمثل انتصار باراباس.
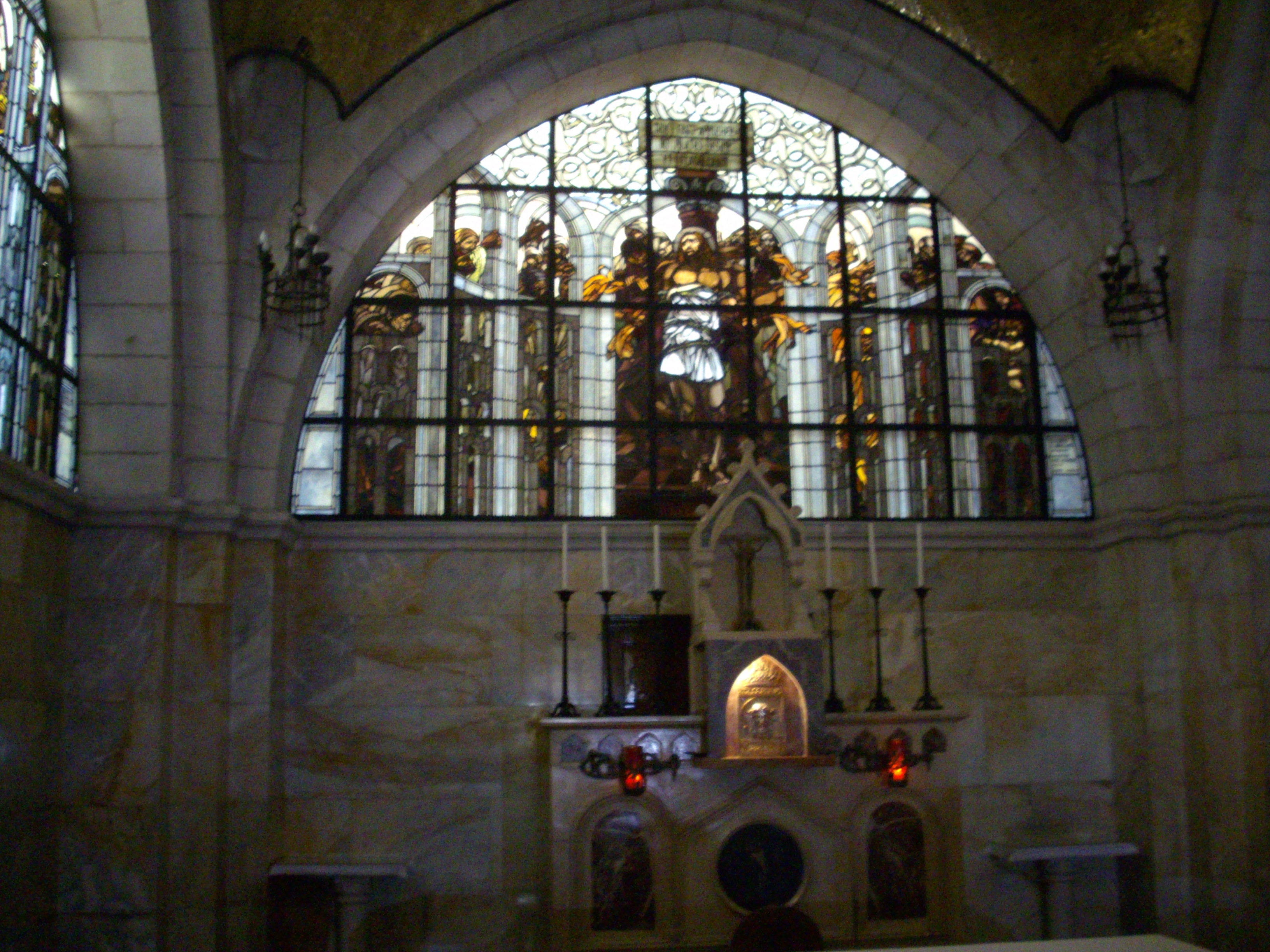
نافذة زجاجية ملونة تمثل جلد المسيح فوق المذبح.
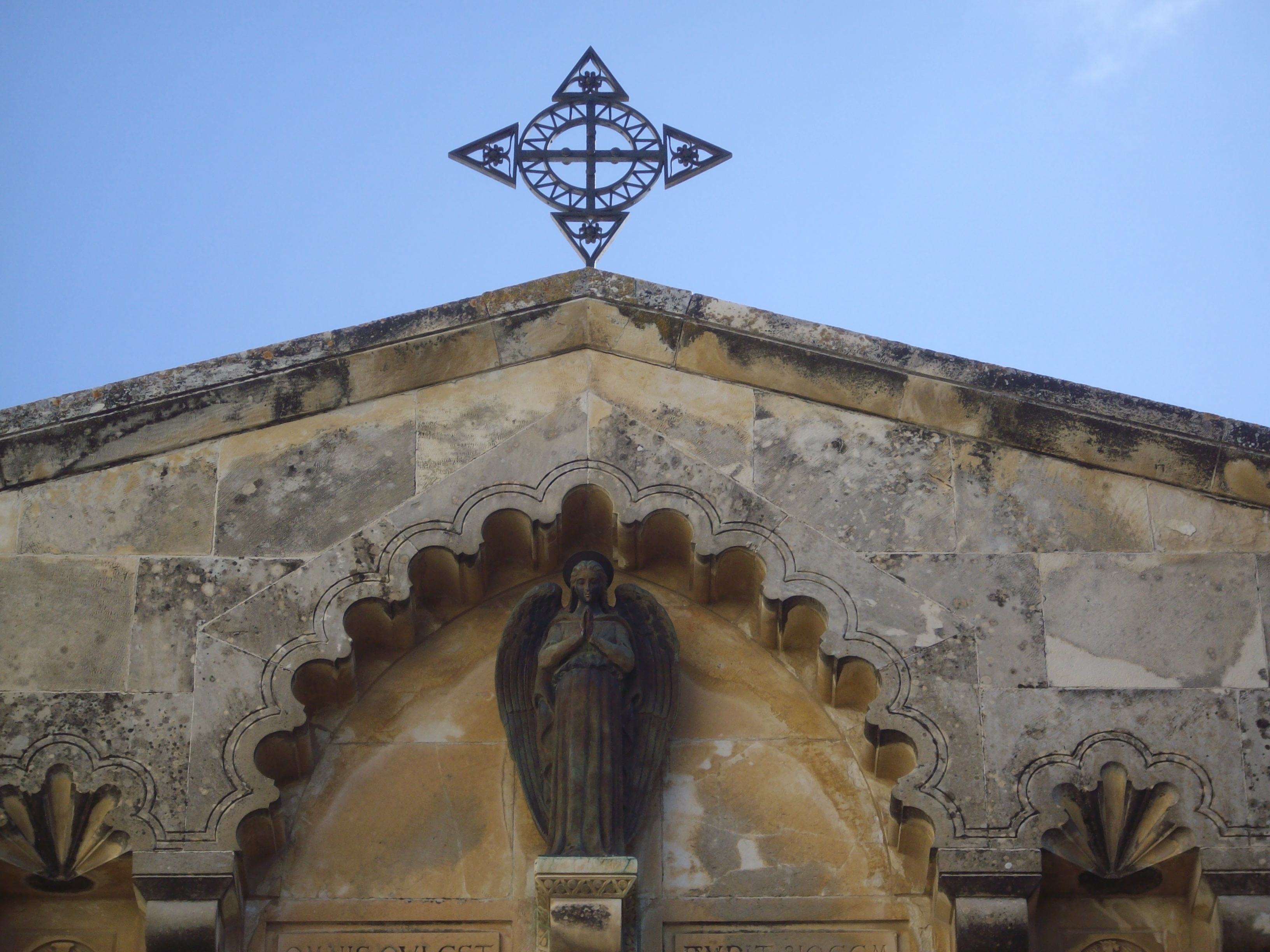
واجهة الكنيسة
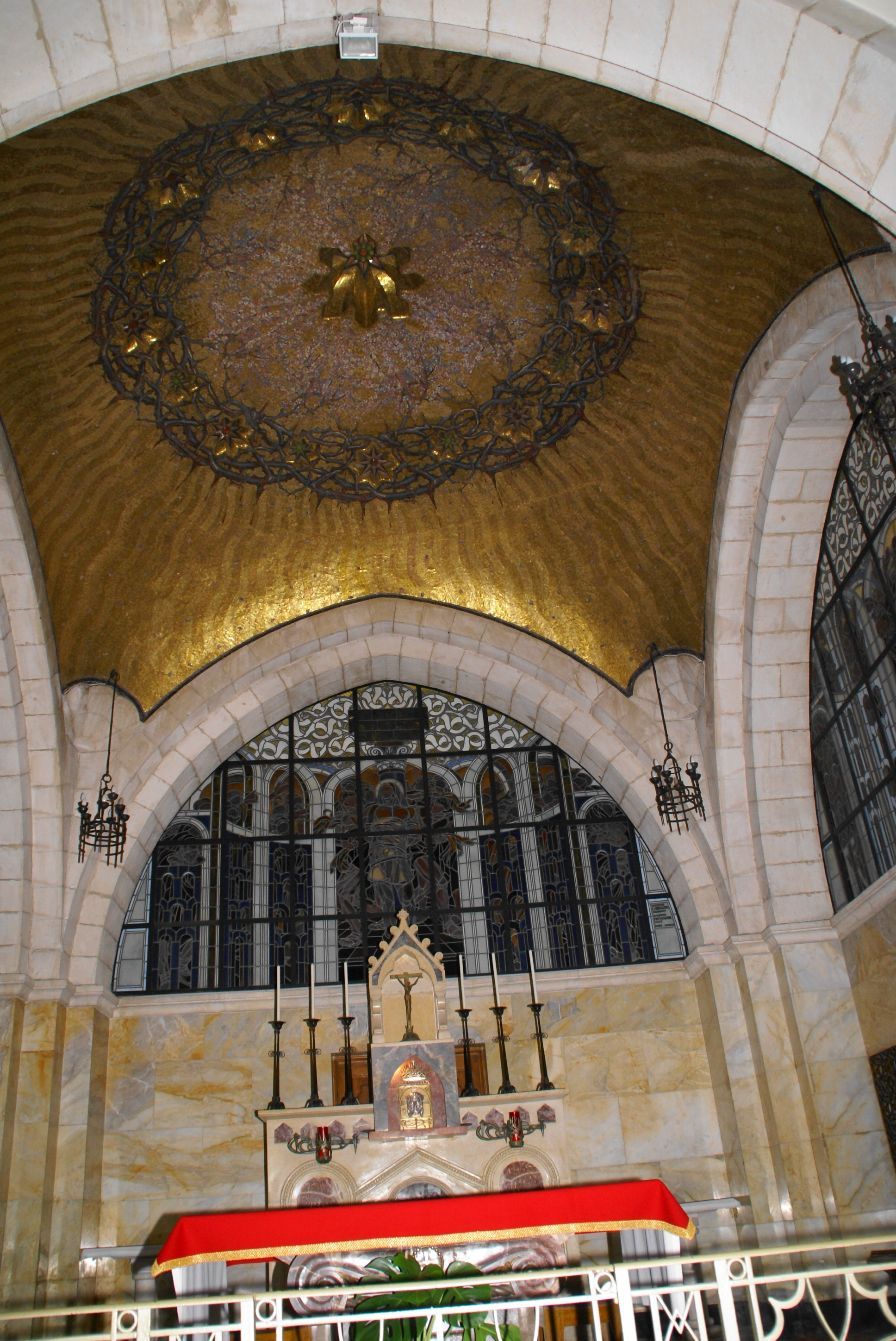
فسيفساء القبة التي تشبه تاج الشوك.